# 4619 Polyakhova
4619 Polyakhova este un asteroid din centura principală, descoperit pe 11 septembrie 1977 de Nikolai Cernîh.